# Piotr Grigorenko
Pour les articles homonymes, voir Grigorenko.
Piotr Grigorievitch Grigorenko ou Petro Hryhorovych Hryhorenko (en russe : Пётр Григорьевич Григоренко, en ukrainien : Петро Григорович Григоренко), né le 16 octobre 1907 à Borissovka (près de Prymorsk) et mort le 21 février 1987 à New York, est un officier de l'Armée rouge, dissident soviétique et défenseur des droits humains.

## Biographie
Roux et de petite taille, il est victime de discrimination dès son enfance à l'école, il est surnommé "martycka" notamment.
Il devient un dissident,, et l'un des fondateurs du mouvement pour les droits de l'homme en URSS.
Il a pour cette raison à subir les traitements de la psychiatrie punitive en URSS, et ceci malgré sa carrière militaire et de vétéran de la Seconde Guerre mondiale.
En 1969, Grigorenko écrit une lettre ouverte à Iouri Andropov, président du KGB, dans lequel il fait état de filatures illégales que le KGB a organisées pour le surveiller depuis sa sortie de prison en 1965, de l'écoute systématique de ses communications et entretiens téléphoniques et de la photographie de sa correspondance.
Après sa libération, il devient défenseur des droits humains, en dénonçant les actions menées contre les Tatars à partir de « la Déclaration universelle des Droits de l’Homme de 1948 et de Convention pour la prévention et la répression du crime de génocide ». Dans le milieu des années 1970, il participe activement au groupe Helsinki de Moscou et au groupe ukrainien d'Helsinki.
En 1977, il quitte l'Union soviétique pour les États-Unis et perd sa nationalité soviétique,, où il meurt en exil, en 1987.

## Publications
- Piotr Grigorenko, Staline et la deuxième guerre mondiale, France, L'Herne, 1969, 147 p.
- Piotr Grigorenko, Mémoires, Paris, Presses de la Renaissance, 1980, 782 p. (ISBN 2-85616-173-1)